# Црна Удовица (Marvel Comics)
Црна удовица (енгл. Black Widow) је назив неколико измишљених суперхеројина које се појављују у америчким стриповима издавачке куће Марвел комикс.

## Клер Војант
Клер Војант је први костимирани женски протагонист са надљудским моћима у стриповима. Створили су је писац Џорџ Капитан и уметник Хари Селе, а први пут се појавила у стрипу Mystic Comics #4 у августу 1940. године.

## Наташа Романова
Наталија Алијановна „Наташа” Романова је прва стрип јунакиња која узима кодно име Црна удовица у модерним стриповима Марвел комикса. Лик су створили Дон Рико, Дон Хек и Стен Ли, а први пут се појавила у стрипу Tales of Suspense #52 у априлу 1964.

## Јелена Белова
Јелена Белова је друга стрип јунакиња која узима кодно име Црна удовица и која се кратко појавила у стрипу Inhumans #5. марта 1999. године.